# Okamejei cairae
Okamejei cairae är en rockeart som beskrevs av Last, Fahmi och Ishihara 20. Okamejei cairae ingår i släktet Okamejei och familjen egentliga rockor. Inga underarter finns listade i Catalogue of Life.